# Digitacalia
Digitacalia é um género botânico pertencente à família Asteraceae.